# Anastoechus airis
Anastoechus airis är en tvåvingeart som beskrevs av Greathead 1970. Anastoechus airis ingår i släktet Anastoechus och familjen svävflugor.
Artens utbredningsområde är Niger. Inga underarter finns listade i Catalogue of Life.